# Annibale Caro
Annibale Caro, KM, (Civitanova Marche, 6. lipnja 1507. –  Rim, 17. studenog 1566.) bio je talijanski pjesnik.
Godine 1555. kardinal Alessandro Farnese postavio je Cara za "viteza milosti" (člana koji nije polagao redovničke zavjete) Malteškog reda.
Caro je umro u Frascatiju 1566. godine i pokopan je u crkvi San Lorenzo in Damaso u Rimu. Njegova proza uključuje prijevode Aristotela, Ciprijana i Grgura Nazijanskog.